# Mitophis leptipileptus
Espèce
Synonymes
- Leptotyphlops leptepilepta 
Thomas, McDiarmid & Thompson, 1985
- Leptotyphlops leptipileptus 
Thomas, McDiarmid & Thompson, 1985

Mitophis leptipileptus est une espèce de serpents de la famille des Leptotyphlopidae.

## Répartition
Cette espèce est endémique d'Haïti. Elle se rencontre dans la chaîne de la Selle.

## Description
Mitophis leptipileptus mesure entre 149 et 181 mm dont 5 à 7,4 mm pour la queue et dont la largeur de la tête mesure entre 1,45 et 1,68 mm.

## Étymologie
Son nom d'espèce, dérivé du grec ancien λεπτός, leptos, « mince », lui a été donné en référence à son extrême finesse.

## Publication originale
- Thomas, McDiarmid & Thompson, 1985 : Three new species of thread snakes (Serpentes: Leptotyphlopidae) from Hispaniola. Proceedings of the Biological Society of Washington, vol. 98, p. 204-220 (texte intégral).